# 존재비
존재비(存在比)는 특정 생태계의 종의 개체수와 관계된 것을 나타내는 생태학의 개념으로, 수도(數度)라고도 한다. 존재비는 일반적으로 각 표본에 대하여 많은 수의 개체수를 백분율로 나타내어 측정한다.
존재비는 종의 모든 표본에서 발생하는 비율인 발생률과 대조되지만 일반적으로는 연관 관계를 맺으며, 존재비가 높아지면 발생률이 낮아지게 된다.
다양한 표존 추출 방법이 존재비의 측정에 사용되며, 많은 동물의 존재비를 측정하는 데에는 종의 전체적인 주목도, 종의 발자국 수, 종의 로드킬로 사망하는 수, 종을 관찰하는 연구소의 수 등이 포함된다.

## 존재도
존재도(存在度) 또는 ACFOR은 조사구의 종의 존재비를 설명하는 데 사용되는 대상의 규모를 나타내는 용어이며, 일반적으로 일정 구획 안의 공간에서 얼마나 많은 생명체가 살고 있는지를 나타내는 데 사용된다. 존재도는 크게 5계급으로 나뉜다.
1. A - 조사구의 개체수의 개산이 "매우 많음 (Abundant)".
2. C - 조사구의 개체수의 개산이 "많음 (Common)".
3. F - 조사구의 개체수의 개산이 "약간 많음 (Frequent)".
4. O - 조사구의 개체수의 개산이 "적음 (Occasional)".
5. R - 조사구의 개체수의 개산이 "매우 적음 (Rare)".